# Casper Knudsen
Casper Knudsen (født 30. september 1996) er en dansk fodboldspiller, der spillede for Vendsyssel FF.

## Klubkarriere
Casper Knudsen fik sin debut for Vendsyssel FF den 13. november 2016 i en 2-1 sejr over Akademisk Boldklub. Han indtrådte fra foråret 2017 i førsteholdstruppen og forlod dermed moderklubben Hjørring IF.
Han besluttede i februar 2017 at forlade Vendsyssel F.F., da han ønskede at bruge mindre tid på fodbold.
Den 26. februar 2017 skiftede han til Herning Fremad, hvor han spillede frem til årsskiftet, hvorefter han fra foråret 2018 vendte tilbage til Hjørring IF.